# Panenská
Panenská je vesnice, místní část města Jemnice. Rozkládá se na nejzazším západě okresu Třebíč asi 36 km na jihozápad od Třebíče a asi 4 km týmž směrem od Jemnice. První písemná zmínka o ní pochází z roku 1717. Ve vesnici žije 81 obyvatel.

## Geografická charakteristika
Vesnice Panenská leží v severní polovině svého katastrálního území při silnici č. III/15215 od Pálovic a Jemnice, kde vychází ze silnice II/152, k Báňovicím na severozápad od obce.
Území Panenské nevytváří s městem Jemnicí jednolitý celek, nýbrž je od města odděleno územím Pálovic, s nimiž sousedí na východě. Na jihu k Panenské přiléhá území Bělčovic, na západě Starého Hobzí a severu Báňovic.
Nadmořská výška vesnice se pohybuje v rozmezí 540–505 m n. m. Nejvyššího bodu dosahuje katastrální území Panenské v zalesněném kopci Sedlo – 600 m n. m. Potoky tekoucí Panenskou napájejí Dvořácký rybník na severu.

## Historie
Ojedinělé archeologické nálezy z území Panenské – kamenné nástroje – uvádí Josef Skutil a František Vildomec. Roku 1966 byl nalezen hadcový sekeromlat.
Roku 2021 byl v lese nedaleko Panenské objeven dvorec z období kolem 13. století, byly nalezeny pozůstatky opevnění o rozměrech 50 × 50 m, pozůstatky věže, hospodářské budovy, studny a dalších objektů. Dvorec mohl sloužit jako strážní bod na úvozové cestě nebo jako obsluha dolů. Zničen byl někdy na počátku 14. století pravděpodobně požárem.
Panenskou založil majitel starohobezského panství Maxmilián František z Deblína († 1732), který si přál, aby nesla jméno Panny Marie. Rok první písemné zmínky však dokládá opětovné osazení vesnice, neboť mezitím zpustla. Původní název vsi byl Flandorf a má snad spojitost s ženským, pravděpodobně novoříšským klášterem, nebo možná s hornickou činností.
Územněsprávně byla Panenská v letech 1869–1890 vedena pod názvem Frauendorf, resp. Frandorf nebo Flandorf jako obec v okrese dačickém, v letech 1900–1930 jako obec v okrese moravskobudějovickém, v roce 1950 opět jako obec v okrese dačickém. Panenská pak byla zařazena do rozšířeného okresu Třebíč, do roku 1967 jako obec. V letech 1967–1979 byla součástí Pálovic, od roku 1980 je částí Jemnice.
V obci byli do roku 1918 Češi menšinou. Proto tu také před první světovou válkou vznikla matiční škola podporovaná Národní jednotou pro jihozápadní Moravu; původně to byla škola soukromá, veřejnou se stala až roku 1919. Od října 1938, kdy byl Flandorf zabrán nacistickým Německem, do května 1945 spadala Panenská pod okres Waidhofen an der Thaya v župě dolnorakouské. Název Panenská se uvádí od roku 1949.
Obec byla elektrifikována roku 1947 Západomoravskými elektrárnami.
| Rok            | 1869 | 1880 | 1890 | 1900 | 1910 | 1921 | 1930 | 1950 | 1961 | 1970 | 1980 | 1991 | 2001 |
| -------------- | ---- | ---- | ---- | ---- | ---- | ---- | ---- | ---- | ---- | ---- | ---- | ---- | ---- |
| Počet obyvatel | 249  | 265  | 202  | 226  | 203  | 219  | 201  | 150  | 167  | 128  | 122  | 99   | 105  |

Roku 1843 činil počet obyvatel 231. Roku 1880 bylo z 265 obyvatel 178 Němců a 27 Čechů, roku 1930 pak z 201 obyvatel 35 Němců a 165 Čechů.

## Pamětihodnosti
- kaple sv. Jakuba Většího z počátku 18. století v lesíku za obcí